# Copa de las Naciones de la OFC 1980
La Copa de las Naciones de la OFC 1980 (conocida como Copa Oceanía 1980 en aquel entonces) fue la segunda edición del máximo torneo a nivel selecciones de Oceanía. Se disputó en Nueva Caledonia entre el 24 de febrero y el 1 de marzo y participaron ocho selecciones: Australia, Fiyi, las Islas Salomón, Nueva Caledonia, las Nuevas Hébridas, Nueva Zelanda, Papúa Nueva Guinea y Tahití.
Los equipos fueron divididos en dos grupos de cuatro integrantes cada uno. Tahití y Australia, primeros de cada zona, jugaron el partido decisivo, que los australianos ganaron por 4-2 consiguiendo así su primer título oceánico. Con la notable eliminación de Nueva Zelanda en fase de grupos, fueron Fiyi y Nueva Caledonia los que disputaron el partido por el tercer puesto. Los neocaledonios volvieron a repetir su posición de terceros como en la edición anterior al vencer al elenco fiyiano 2-1.

## Sede
| Nouméa            | Nouméa |
| ----------------- | ------ |
| Stade de Magenta  | Nouméa |
| Capacidad: 10,000 | Nouméa |
|                   | Nouméa |

## Equipos participantes
En cursiva los debutantes
| Equipos participantes | Equipos participantes | Equipos participantes | Equipos participantes |
| --------------------- | --------------------- | --------------------- | --------------------- |
| Australia             | Fiyi                  | Islas Salomón         | Nueva Caledonia       |
| Nuevas Hébridas       | Nueva Zelanda         | Papúa Nueva Guinea    | Tahití                |

## Resultados

### Primera fase

#### Grupo A
| Equipo        | Pts | PJ | PG | PE | PP | GF | GC | Dif |
| ------------- | --- | -- | -- | -- | -- | -- | -- | --- |
| Tahití        | 6   | 3  | 3  | 0  | 0  | 21 | 5  | 16  |
| Fiyi          | 4   | 3  | 2  | 0  | 1  | 10 | 7  | 3   |
| Nueva Zelanda | 2   | 3  | 1  | 0  | 2  | 7  | 8  | -1  |
| Islas Salomón | 0   | 3  | 0  | 0  | 3  | 3  | 21 | -18 |

| 25 de febrero de 1980 | Fiyi | 3:1 | Islas Salomón | Numa-Daly Magenta, Numea |  |
|                       |      |     |               | Árbitro(s):              |  |

| 25 de febrero de 1980 | Tahití                        | 3:1 (0:0) | Nueva Zelanda     | Numa-Daly Magenta, Numea |             |
|                       | Wabealo 61' 73' · Bennett 85' |           | Sumner 47' (pen.) | Árbitro(s):              | Árbitro(s): |

| 27 de febrero de 1980 | Fiyi                              | 4:0 (3:0) | Nueva Zelanda | Numa-Daly Magenta, Numea |             |
|                       | Chand 10' 39' · Vuilabasa 31' 63' |           |               | Árbitro(s):              | Árbitro(s): |

| 27 de febrero de 1980 | Tahití | 12:1 | Islas Salomón | Numa-Daly Magenta, Numea |  |
|                       |        |      |               | Árbitro(s):              |  |

| 29 de febrero de 1980 | Tahití | 6:3 | Fiyi | Numa-Daly Magenta, Numea |  |
|                       |        |     |      | Árbitro(s):              |  |

| 29 de febrero de 1980 | Nueva Zelanda                                       | 6:1 (4:0) | Islas Salomón | Numa-Daly Magenta, Numea |             |
|                       | Groom 6' · Armstrong 16' 65' 69' · de Graaf 24' 39' |           | Karitea 66'   | Árbitro(s):              | Árbitro(s): |

#### Grupo B
| Equipo             | Pts | PJ | PG | PE | PP | GF | GC | Dif |
| ------------------ | --- | -- | -- | -- | -- | -- | -- | --- |
| Australia          | 6   | 3  | 3  | 0  | 0  | 20 | 2  | 18  |
| Nueva Caledonia    | 4   | 3  | 2  | 0  | 1  | 12 | 11 | 1   |
| Papúa Nueva Guinea | 2   | 3  | 1  | 0  | 2  | 6  | 22 | -16 |
| Nuevas Hébridas    | 0   | 3  | 0  | 0  | 3  | 6  | 9  | -3  |

| 24 de febrero de 1980 | Papúa Nueva Guinea | 4:3 | Nuevas Hébridas | Numa-Daly Magenta, Numea |  |
|                       |                    |     |                 | Árbitro(s):              |  |

| 24 de febrero de 1980 | Australia                        | 8:0 | Nueva Caledonia | Numa-Daly Magenta, Numea |             |
|                       | Moulis · Hunter · Kay · Krncevic |     |                 | Árbitro(s):              | Árbitro(s): |

| 26 de febrero de 1980 | Australia                                                | 11:2 | Papúa Nueva Guinea | Numa-Daly Magenta, Numea |             |
|                       | Moulis · Bertogna · Bozanic · Hunter · Krncevic · Sharne |      | Mouagi · Torea     | Árbitro(s):              | Árbitro(s): |

| 26 de febrero de 1980 | Nueva Caledonia | 4:3 | Nuevas Hébridas | Numa-Daly Magenta, Numea |  |
|                       |                 |     |                 | Árbitro(s):              |  |

| 28 de febrero de 1980 | Australia | 1:0 | Nuevas Hébridas | Numa-Daly Magenta, Numea |             |
|                       | Krncevic  |     |                 | Árbitro(s):              | Árbitro(s): |

| 28 de febrero de 1980 | Nueva Caledonia | 8:0 | Papúa Nueva Guinea | Numa-Daly Magenta, Numea |  |
|                       |                 |     |                    | Árbitro(s):              |  |

### Segunda fase

#### Tercer lugar
| 1 de marzo de 1980 | Fiyi     | 1:2 (1:1) | Nueva Caledonia                | Numa-Daly Magenta, Numea |             |
|                    | Salim 3' |           | Jean Xowi 36' · Jacob Xowi 62' | Árbitro(s):              | Árbitro(s): |

#### Final
| 1 de marzo de 1980 | Tahití                       | 2:4 (1:2) | Australia                     | Numa-Daly Magenta, Numea |             |
|                    | Wabealo 11' · Erroll Bennett |           | Kay 4' 29' · Moulis · Bozanic | Árbitro(s):              | Árbitro(s): |

## Campeón
| Bandera de Australia |
| Campeón Australia    |
| Primer título        |

## Clasificación final
| Equipo | Equipo             | Pts | PJ | PG | PE | PP | GF | GC | Dif | Rend  |
| ------ | ------------------ | --- | -- | -- | -- | -- | -- | -- | --- | ----- |
| 1      | Australia          | 8   | 4  | 4  | 0  | 0  | 24 | 4  | 20  | 100%  |
| 2      | Tahití             | 6   | 4  | 3  | 0  | 1  | 23 | 9  | 14  | 75%   |
| 3      | Nueva Caledonia    | 6   | 4  | 3  | 0  | 1  | 14 | 12 | 2   | 75%   |
| 4      | Fiyi               | 4   | 4  | 2  | 0  | 2  | 11 | 9  | 2   | 50%   |
| 5      | Nueva Zelanda      | 2   | 3  | 1  | 0  | 2  | 7  | 8  | -1  | 33,3% |
| 6      | Papúa Nueva Guinea | 2   | 3  | 1  | 0  | 2  | 6  | 22 | -16 | 33,3% |
| 7      | Nuevas Hébridas    | 0   | 3  | 0  | 0  | 3  | 6  | 9  | -3  | 0%    |
| 8      | Islas Salomón      | 0   | 3  | 0  | 0  | 3  | 3  | 21 | -18 | 0%    |